# Майкаїнська селищна адміністрація
Майкаї́нська селищна адміністрація (каз. Майқайың кенттік әкімдігі, рос. Майкаинская поселковая администрация) — адміністративна одиниця у складі Баянаульського району Павлодарської області Казахстану. Адміністративний центр — селище Майкаїн.
Населення — 8300 осіб (2021; 9851 у 2009, 10206 у 1999, 10976 у 1989).
Станом на 1989 рік існували Майкаїнська селищна рада (смт Майкаїн) та Шоптикольська селищна рада (смт Шоптиколь). 2002 року села Служон, ЦЕС та Шоптиколь утворили Шоптикольський сільський округ. 2004 року до складу Шоптикольського округу було приєднано територію площею 29,22 км² Аксанського та 49,02 км² Бірліцького сільських округів, а також 97 км² Майкаїнського земельного запасу та 10,21 км² села Служон. Село Ушкулун було утворене 2008 року. 2019 року до складу адміністрації була включена територія ліквідованого Шоптикольського сільського округу (села Майкобе, Служон, Шоптиколь).

## Склад
До складу округу входять такі населені пункти:
| Населений пункт | Старі назви | Населення, осіб (1989) | Населення, осіб (1999) | Населення, осіб (2009) | Населення, осіб (2021) |
| --------------- | ----------- | ---------------------- | ---------------------- | ---------------------- | ---------------------- |
| Майкаїн, селище | -           | 10056                  | 9224                   | 8761                   | 7459                   |
| Майкобе, село   | ЦЕС         | -                      | -                      | 283                    | 153                    |
| Служон, село    | -           | -                      | -                      | 281                    | 225                    |
| Ушкулун, село   | -           | -                      | -                      | 339                    | 345                    |
| Шоптиколь, село | -           | 920                    | 982                    | 187                    | 118                    |